# ISI Web of Knowledge
ISI Web of Knowledge (ook wel Web of Knowledge; WoK) is een online dienst die toegang geeft tot verschillende citatie-indices en die tegen betaling wordt aangeboden door het bedrijf Thomson Reuters. WoK biedt toegang tot de Web of Science, MEDLINE, en Journal Citation Reports-databases.
Wanneer met WoK gezocht wordt in de Web of Science database is het mogelijk om te bepalen welke artikelen een gegeven artikel citeren. Dit maakt het voor de auteurs van een artikel mogelijk om te achterhalen wat voor invloed hun publicatie heeft op het werk van anderen, en om op de hoogte te blijven van het laatste nieuws over hun onderwerp. De informatie wordt echter vooral gebruikt om te meten hoe 'invloedrijk' een onderzoeker of een onderzoeksgroep is. Dit kan een rol spelen bij sollicitaties en bij beslissingen over de financiering van onderzoek. Voor deze doeleinden kan WoK ook automatisch de h-index van een auteur berekenen. Daarnaast kan men artikelen zoeken bijvoorbeeld op basis van een of meerdere auteursnamen of titelwoorden. 
Met WoK kan ook gezocht worden in de MEDLINE index, of in Web of Science en MEDLINE tegelijk. Sommige functionaliteit, zoals het uitrekenen van de h-index, vervalt dan echter.
Voor de toegang tot WoK moet betaald worden. Universiteiten en onderzoeksinstituten sluiten contracten met de aanbieder, Thomson Reuters, waardoor computers binnen de universiteit of het instituut toegang krijgen.
Diensten die enigszins vergelijkbaar zijn met WoK zijn Scopus (betaald) en Google Scholar (gratis).

## Bron
- Dit artikel of een eerdere versie ervan is een (gedeeltelijke) vertaling van het artikel ISI Web of Knowledge op de Engelstalige Wikipedia, dat onder de licentie Creative Commons Naamsvermelding/Gelijk delen valt. Zie de bewerkingsgeschiedenis aldaar.